# Heterorachis defossa
Heterorachis defossa is een vlinder uit de familie spanners (Geometridae). De wetenschappelijke naam van deze soort is voor het eerst geldig gepubliceerd in 1955 door Herbulot.
De soort komt voor in tropisch Afrika.